# Site archéologique de Duneau
Le site archéologique de Duneau se trouve à Duneau, dans la Sarthe, en région Pays de la Loire. Il est bordé par la rive gauche de l'Huisne.
Ce site est d'abord un lieu d'occupation daté du Néolithique. Il connait ensuite une phase de faible développement au cours de l'Âge du fer, comme en témoigne le peu de vestiges et d'artéfacts que les fouilles ont permis de dégager et qui sont attribuables à cette période.
À l'époque gallo-romaine, le site est traversé par une voie romaine reliant les cités de Vindunum (actuelle ville du Mans) à celle d'Autricum (actuelle ville de Chartres).
En outre, des fouilles préventives réalisées en 1993 ont mis en évidence les ruines de maisons et d'édifices publics.
Des fouilles effectuées en 2007 ont confirmé l'existence d'une « agglomération secondaire antique ». Le site possédait une enceinte fortifiée. D'autres prospections ont également permis de trouver une urne remplie de pièces monétaires gallo-romaines et attribuées au IIIe siècle, ainsi que des tessons de céramiques, des restes d'atelier métallurgique sous forme de scories, le tracé maçonné d'une ancienne fontaine et des tuiles complètes ou en morceaux.

## Localisation
Le site est situé sur le territoire communal de Duneau, au sein du canton de La Ferté-Bernard, dans l'arrondissement de Mamers, département de la Sarthe, en région des Pays de la Loire.
Le site de Duneau se déploie au sud, sud-est des faubourgs de Duneau, ainsi que dans ses marges occidentales. Par ailleurs, il est bordé par le cours de l'Huisne, à l'ouest, longé par celui du Dué (affluent de l'Huisne en rive gauche), au sud-ouest, et enfin borné par la « Quellerie », un ruisseau qui traverse le lieu-dit du « Luard ».
| - OpenStreetMap Localisation du site. |

## Toponymie
Le toponyme Duneau est connu sous le terme latin Dunellum (attesté en 1010) . Selon le toponymiste Ernest Nègre, ce mot est probablement issu du gaulois latinisé « Dunum », lequel est accompagné du suffixe "-ullum". Ce terme signifie « enceinte fortifiée ».
Pour le celto-linguiste autodidacte Xavier Delamarre, le terme dunum, dérivé du grec dūnon et attesté dans les œuvres de certains auteurs tels que Claude Ptolémée, fait également référence à un « fort » ou une « citadelle circulaire », fréquemment situé en hauteur ou surplombant une colline, et renvoie à la notion d'« oppidum latin ».

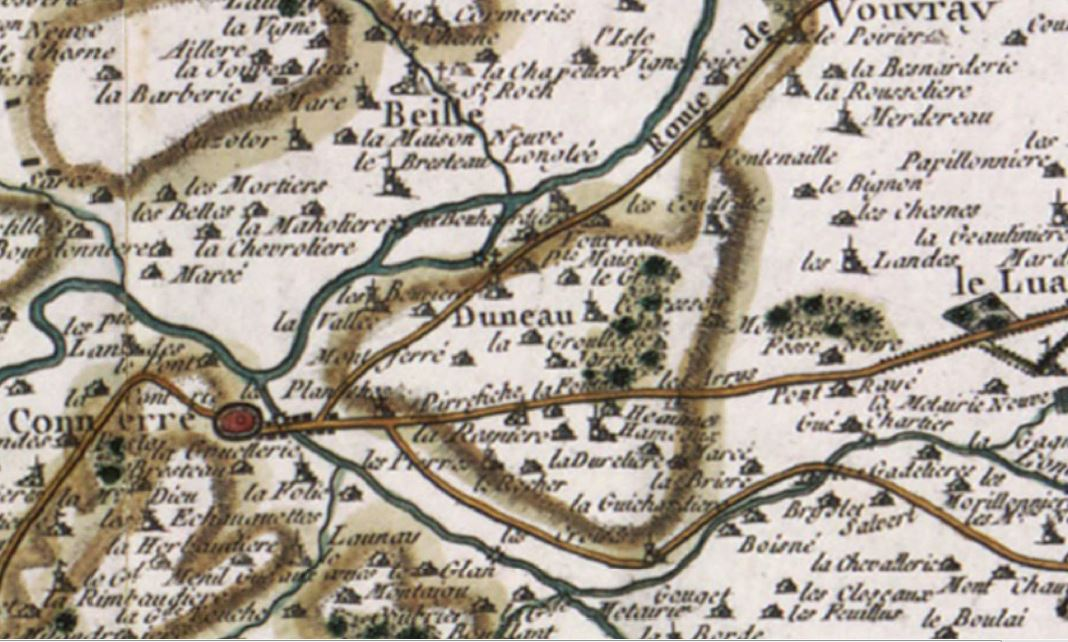
Extrait d'une carte de Cassini.

## Découvertes et fouilles
En 1896, Samuel Menjot d'Elbenne entreprend des fouilles sur le site de Duneau. Celui-ci met ainsi au jour les vestiges d'un itinéraire gallo-romain, une enceinte médiévale, des ruines antiques et divers artéfacts.
En 1907, un instituteur dunellois, G. Bois, découvre une urne contenant des pièces romaines,. Entre 1921 et 1923, ce même enseignant de Duneau, alors à la retraite, réalise une série d'investigations au moyen de sondages et parvient à dégager les restes du chemin antique se développant entre les champs de « La Vigne » et « La Vigne aux rats ». Ce tronçon est localisé au sud-est de l'enceinte. De Menjot D'Elbenne publie en 1923 un rapport de fouilles de cette découverte. Selon ses estimations, cette rue gallo-romaine s'achemine d'est en ouest sur une longueur totale de 175 mètres et sur une hauteur évaluée à environ 70 mètres au-dessous du terrain tel qu'il se présente au début du XXe siècle. Cette même voie a fait l'objet de 9 tranchées successives afin d'en exhumer l'ensemble des contours.
En 1979, lors de la construction d'un ensemble d'immeubles au lieu-dit dunellois des « Vignes », une série de fouilles préventives ont été effectuées par G. Guilleux.
Au début des années 1990, au sein de la place de la mairie, l'archéologue C. Gaillard mène à son tour des investigations. Son rapport de fouilles est publié en 1993.
Au terme des années 1990, c'est au tour de Claude Lambert et Jean Rioufreyt d'entreprendre des recherches sur le site de Duneau. Ils publient les résultats de leurs recherches, et établissent une synthèse de l'ensemble des précédents programmes d'investigations au sein d'un chapitre d'ouvrage consacré aux prospections archéologiques en Sarthe et paru en 2001.
Enfin, en 2007, une équipe d'archéologues de l'INRAP et dirigée par Gérard Guillier, effectue des fouilles préventives sur le plateau dunellois dit du « Chatellier ». Le résultat de ces recherches corrobore la présence d'un monument à caractère public et dont les premiers éléments avait précédemment été mis au jour.

## Histoire

### Néolithique
Une structure mégalithique, sous la forme d'un dolmen, a été découverte sur le site de Duneau. Cet assemblage constitué de bloc de pierre non-taillée (ou brute) est connu sous le nom de « La Pierre Couverte ». Selon les archéologues, cette structure mégalithique se classe dans le groupe des dolmens de type dit « Angevin ». Par ailleurs, son existence sur le site dunellois révèle une présence humaine au Néolithique dans la basse-vallée du Dué (affluent de l'Huisne en rive gauche).
Des études ont montré que le positionnement du dolmen de La Pierre Couverte, manifestement calculé, arrive dans l'alignement direct d'un axe de déclinaison lunaire. D'autre part, cette orientation se prolonge de manière exacte vers l'autre monument mégalithique de Duneau, La Pierre Fiche, un menhir situé non loin. Ce même axe passe très précisément par le trou percé dans le menhir dunellois.

### Antiquité
À l'époque gallo-romaine, le site est traversé par le tracé d'un itinéraire antique, une voie romaine, reliant les cités de Vindunum (actuelle ville du Mans) à celle d'Autricum (actuelle ville de Chartres),,. Cette ancienne route connait une phase de réutilisation au cours du Moyen Âge. Cette dernière a été mise en évidence aux lieux-dits des « Bouvières » et de « Bouverie », à proximité d'une route départementale qui dessert, entre autres, la commune de Vouvray-sur-Huisne. Elle a été fortuitement découverte en 1895, lors de travaux ayant pour objectif de remanier le chemin vicinal « numéro 55 ». Les prospections entreprises sur les vestiges de l'ancienne route ont par ailleurs révélé des fragments de poteries de confection grossière et couleur noire et grise. Les fouilleurs ont en outre retrouvé des résidus de machefer, ainsi que des restes d'origine faunique et mélangés à morceaux de silex. L'existence de ce chemin d'époque gallo-romaine, puis médiévale, fait du site de Duneau un probable Vicus.
En 1923, une équipe d'archéologues sous la direction de Samuel Menjot d'Elbenne, a mis au jour d'imposantes ruines gallo-romaines implantées sur le site de Duneau. D'autres fouilles, réalisées en 1984, ont permis de dégager d'autres vestiges liés à ce complexe antique. À proximité du site, au lieu-dit de « L'Épinay », dans la commune de Connerré, située au Sud de Duneau, une fosse d'époque gallo-romaine a également été signalée. Lors de sa découverte, celle-ci a notamment livré des objets de vaissellerie, tels que des cruches, des assiettes, des bols, ou encore des vases confectionnés en céramiques, mais aussi des fragments de marmites et morceaux de mortier. Ces céramiques dites « communes », se présentent généralement sous aspect non tournées. Ailleurs, la fosse de « L'Épinay » a fourni des sigillées, retrouvées en moindre quantité, affichant des motifs géométriques et portant l'estampille de l'artisan-potier.
D'autres sites dunellois, tels que le hameau dit du « Pressoir », lieu au sein duquel a été mis au jour le menhir de la Pierre Fiche, ont également livré des dépôts d'objets manufacturés, essentiellement des poteries attribués à la période antique. Ces gisements sont notamment composés d'un lot d'artefacts en céramique fine sigillée, d'ornements architecturaux conçus en terres cuites. Ces dépôts ont été mis au jour en 1993.
Le statut du complexe de Duneau à l'époque antique (autrement dit Dunellum), à l'instar d'autres sites gallo-romains appartenant à la civitas des Aulerci Cenomani, et bien qu'il soit encore à préciser, apparait actuellement établi,,. Ainsi, selon Christophe Loiseau :

« Dans l’état actuel des connaissances, cinq agglomérations antiques, de tailles variables (de 16 à 100 ha), ont été recensées (Oisseau-le-Petit, Aubigné-Racan et Vaas). Duneau et Allonnes, au sud du Mans, complètent l’inventaire auquel viennent s’ajouter deux probables agglomérations : Neuvy-en-Champagne, à l’ouest du département et Trangé, au nord-ouest du Mans. »

### Haut Moyen Âge
Des fortifications de forme ovale ont été signalées sur le plateau dit du « Châtellier » et qui surplombent le cours de l'Huisne. Cette enceinte aurait probablement été construite au cours du Haut Moyen Âge.

## Monuments

### L'atelier de potier
Les vestiges d'un atelier d'artisan-potier et attribué à l'époque gallo-romaine, ont été mis en évidence,. Cet établissement artisanal antique a été mis au jour à la fin des années 1990 au « Champs du Quellousier »,. Les fouilleurs, Claude Lambert et Jean Rioufreyt, y ont notamment exhumé un four de potier, des cruches et divers objets en céramique peinte,.
Concernant l'instrument destiné à la confection des poteries, bien qu'il soit apparu, lors de sa découverte, sous un aspect fragmenté, un certain nombre de ses caractéristiques ont pu être relevées. Il s'agit d'un four de forme ronde, muni d'une sole laquelle prend assise sur une languette placée au centre de l'enceinte maçonnée.
En 1993, Gérard Guillier et son équipe ont pu dégager certaines des structures constituant l'antique atelier de poterie dunellois. Leurs prospections ont notamment permis de restituer un escalier muni de 4 marches, ainsi qu'un plancher carrelé de dalles et dont la composition est faite de pierre calcaire et de scories amalgamées.
Selon Gérard Guillier, au cours du Haut-Empire, l'ensemble des sites révélés par les fouilles et implantés dans le bassin de l'Huisne, dont ceux de Duneau, de Connerré et de Sceaux-sur-Huisne, semble constituer, à l'instar de l'ensemble de La Bosse et d'Allonnes (proche de Vindunum/Le Mans), les deux principaux pôles de diffusion de céramique sarthoise.

### Le réseau hydraulique
À quelques mètres du gisement du « Quellousier », près de la grange dénommée la « Maison du Gué », les prospections archéologiques ont permis de retrouver des puits dont la structure interne est maçonnée.
D'autre part, située à l'arrière de cette dépendance à vocation agricole, un réseau hydraulique a été mis en évidence. Ce système de circulation d'eau est constitué d'une fontaine dont l'alimentation est issue d'une source contenue dans un réservoir, lequel se présente sous la forme d'un tunnel. Bien qu'il ait été identifié, son expertise n'offre que peu d'éléments de datation précise, l'ensemble de ce réseau est globalement attribué pour la période antique. Pour autant, les chercheurs ont pu mettre en avant une évaluation de la largeur de cette ancienne conduite : celle-ci est estimée entre 20 et 25 centimètres.
Enfin, les prospections archéologiques réalisées aux abords de la grange dite « Maison du Gué », ont permis de restituer plusieurs cuves qui auraient probablement appartenu à un atelier de tannerie.

### Le réseau viaire duChâtellier
Cette petite voie a été mise en évidence au moyen de 9 tranchées creusées dans les couches supérieures de deux champs connus sous les noms de « La Vigne » et « La Vigne-aux-rats ». Ces deux parcelles agricoles se trouvent situées sur un plateau dénommé « le Châtellier ». La largeur de la ruelle est estimée entre 3 et 4 mètres. Sa composition et son mode de construction ne sont pas homogènes et uniformes. Certaines parties de la voie sont constituées de pierre de nature calcaire dont quelques-unes sont mises en place sur leur chant ; tandis que d'autres sont composées de scories et apparaissent parfois  nivelées par rapport à la limite phréatique. Aucune datation précise n'a pu être attribuée à cette ruelle.
Enfin, d'autres prospections opérées sur le plateau du « Châtellier », ont permis de révéler la présence d'une zone d'« occupation d'importance ». Cette aire urbaine, à l'instar du réseau viaire implanté au sein de ce hameau, est attribuée pour la période gallo-romaine.

### Les structures urbaines de laVigneet laVigne-aux-rats
Les fouilles effectuées aux champs de « La Vigne » et de « La Vigne-aux-rats » ont permis de détecter plusieurs types de structures associées et se trouvant à proximité de la ruelle. Parmi ces structures, les archéologues ont pu notamment dégager une citerne, ainsi qu'une place, située à 1,12 mètre de profondeur. L'ancienne place est composée de dalles en grès dont les longueurs sont évaluées à 2,50 mètres. L'une des zones de la place est recouverte par un mur de petite taille (environ 0,25 mètre de hauteur) et dont la maçonnerie est constituée de moellons liés au moyen d'un mortier, le tout recouvert de briques de couleur rouge. En outre, ce muret se développe sur une longueur totale de 1,20 mètre pour 0.25 de large.

### L'atelier de forgeron
Dans ce même secteur, sur les aires parcellaires de « La Vigne » et de « La Vigne-aux-rats », le chantier de fouilles a également permis de délivrer des débris métallurgiques issus d'un atelier de forge ainsi qu'une pièce à l'effigie de l'empereur Trajan (53-119 apr. J.-C.).
La présence d'une forge et résidus métallurgiques semble confirmer, pour la période antique, l'existence d'une « activité sidérurgique apparente », à l'instar du site de Duneau ou encore de ceux d'Oisseau-le-Petit et d'Allonnes.

### Le champ Saint-Cyr
Au « Champ Saint-Cyr », les couches stratifiées ont fourni un riche mobilier dont de nombreuses monnaies vespasiennes et trajannes ; une rouelle faite de plomb ; ainsi que des céramiques, certaines de confection dite « commune », et d'autres en sigillée. Ce type de céramique, pour la plupart de la vaisselle à boisson telles que des cruches, est constitué d'une pâte jaunâtre et porte le sceau épigraphique

« ARA VICTORIXE. »

— Lambert, Rioufreyt, Bouvet, 2001, p. 224.
Des matériaux et des éléments de construction ont été également mis en évidence dans le « Champ Saint-Cyr ». Les fouilleurs ont ainsi découvert des moellons, des briques, des tuiles pourvues de rebords, des tuyaux en terre cuite, des dalles en grès, des clous, des crochets ou encore des gouges.

### LavilladuPressoir
Les fouilles entreprises au cours du XIXe siècle au champ dit du « Pressoir », ont permis de révéler les structures d'une villa romaine. Les éléments d'architecture qui ont été dégagés sont apparus sous la forme de substructions constituées de murs et de carreaux de dallage. En outre, les vestiges de la villa du lieu-dit du « Pressoir », étaient accompagnés de dépôts d'objets de confection artisanale, notamment sous forme de poteries et datés de la même époque. Ces dépôts, lors de leur exhumation, étaient essentiellement composés de céramiques sigillées et communes, ainsi que d'éléments de décoration architecturale conçus en terres cuites.

### L'enceinte de Montferré
Dans la seconde moitié des années 1970, au lieu-dit de « Montferré », les fouilleurs Verdier et Véron ont mis au jour une enceinte d'aspect quadrangulaire. Ce mur d'enceinte, précédemment signalé par l'archéologue A. Ledru dans un rapport publié en 1911, se présente sous la forme d'un talus (ou « retranchement de terre ») pourvu d'une hauteur évaluée à 1,50 mètre.

## Les dépôts monétaires romains
Plusieurs dépôts monétaires d'époque gallo-romaine ont été mis au jour au cours du XIXe et début du XXe siècle en différents lieux de fouilles circonscrits au site de Duneau. La plupart d'entre eux sont retrouvés gisant au fond d'un récipient se présentant sous forme d'urne. Le premier de ces « trésors », constitué d'un ensemble de « médailles », a été exhumé au plateau du « Châtellier », en 1830 par André Ledru. Le second est dégagé en 1860, au hameau cadastral le « Marcé ». Le troisième de ces dépôts numismatiques, est mis en évidence en 1907 par G. Bois, ancien professeur des écoles de son état. Après avoir procédé à un premier examen d'inventaire et d'identification, cet instituteur à la retraite originaire de Duneau rapporte que ce gisement monétaire, contenu dans un vase de couleur noire, est constitué d'un total de 7 353 pièces faites de bronze dont essentiellement des antoniniens et imitations. Le poids de l'ensemble de ces monnaies est estimé à près 13 kilogrammes. Toutefois, un second et troisième examens plus approfondis du « trésor », livrent des éléments supplémentaires et permettent de fournir certaines données manquantes au premier inventaire effectué par G. Bois. Ainsi, A. Ledru précise que ce dépôt de monnaies est composé de 42 pièces à l'effigie de Gallien ; 2 à celle de Salonina ; 111 à celle de Claude II ; 6 à celle de Quintille ; 3 Aurélien ; 2 Probus ; 1 Quiétus ; 2 Postume ; 1 200 au profil de Victorin ; et enfin 6 192 à l'effigie de Tetricus I et de son fils Tetricus II. Par ailleurs, le rapport d'expertise numismatique de Ledru spécifie que 85 % de la totalité de ces monnaies se présentent comme étant des répliques d'originaux romains et probablement issues d'ateliers locaux.

## Mise en valeur du site
Sur l'ensemble des vestiges mis en évidence au sein du site de Duneau, seuls deux monuments sont demeurés intacts. À cet effet, en 1889, les structures mégalithiques dites « Menhir de La Pierre Fiche » et « Dolmen de la Pierre Couverte » font tous deux l'objet d'un classement sur la liste des monuments historiques de France par arrêté ministériel,.

Les structures mégalithiques du site de Duneau
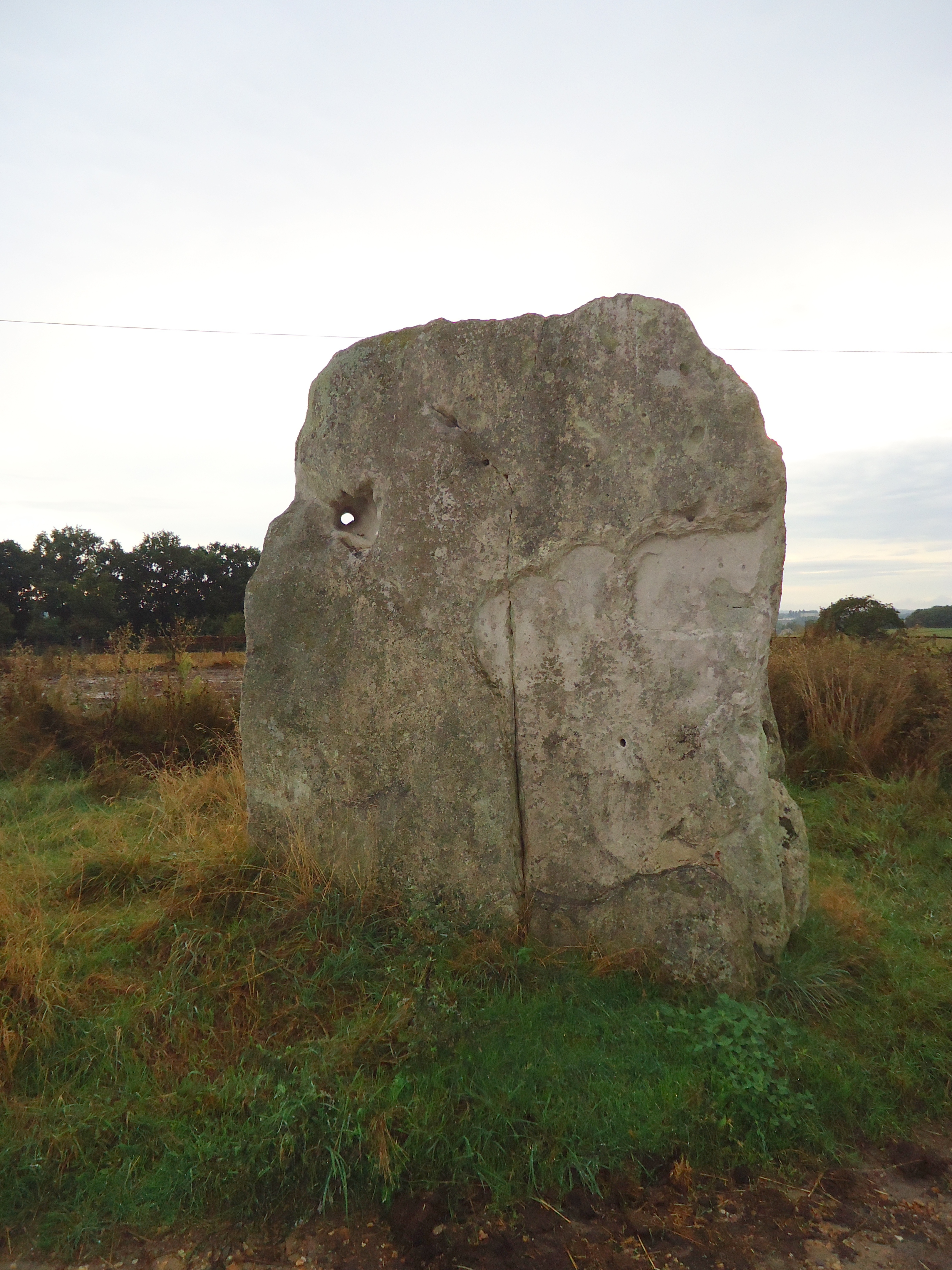
Menhir de la Pierre Fiche, à Duneau.
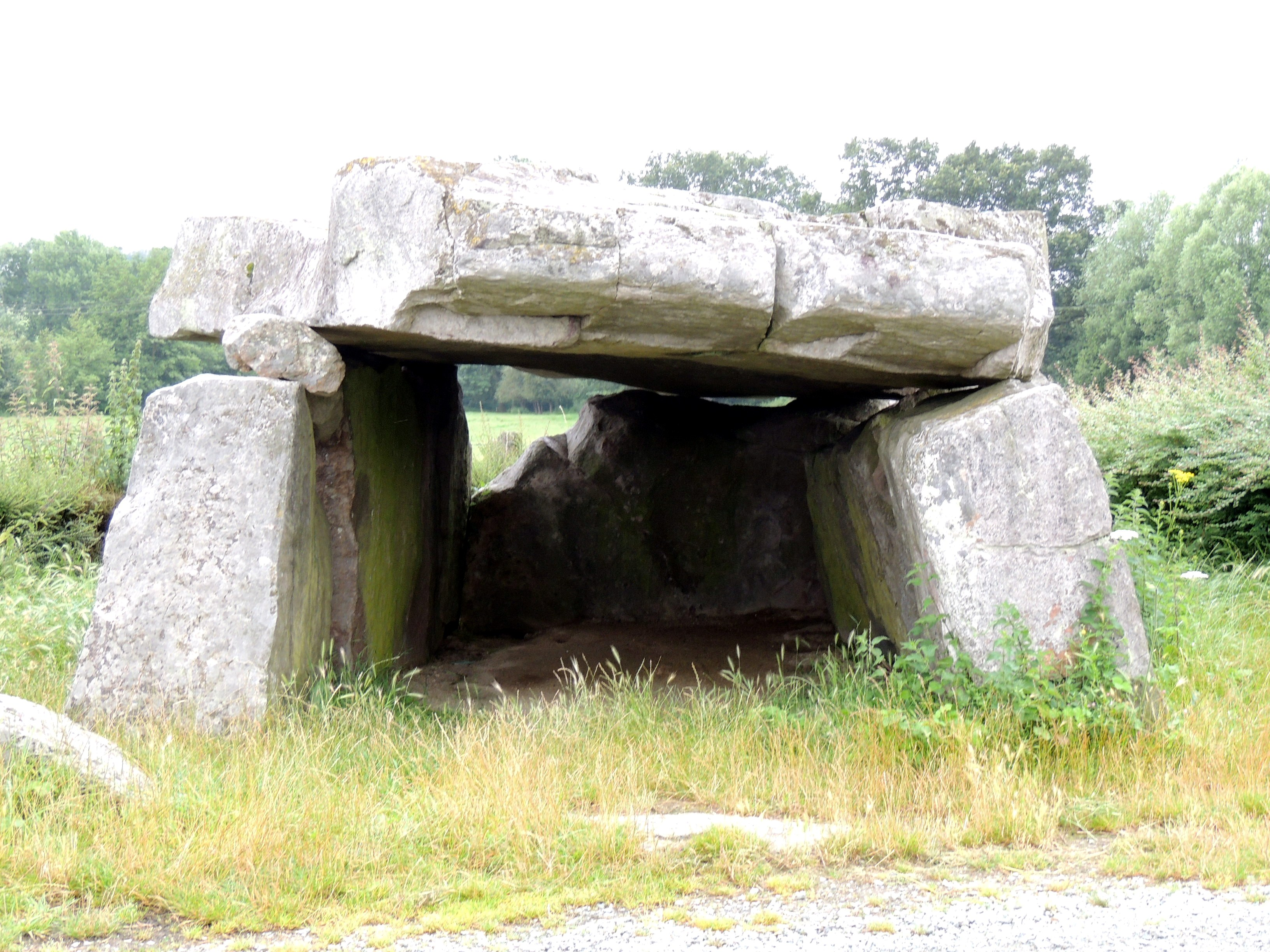
Dolmen de la Pierre Couverte, site de Duneau.